# Hitohira no Hanabira
"Hitohira no Hanabira" (jap. ヒトヒラのハナビラ) – pierwszy singel japońskiego zespołu Stereopony. Wydany został przez gr8! Records 5 listopada 2008 roku. Tytułowy utwór można usłyszeć w anime Bleach.
Singiel ten osiągnął 25. miejsce na liście najlepiej sprzedających się singli w Japonii – Oricon Weekly Charts.

## Utwory na płycie
1. "Hitohira no Hanabira" (jap. ヒトヒラのハナビラ)
2. "Nyāmī" (jap. ニャーミィ)
3. "Yūkan na Funny Friends" (jap. 勇敢なファニーフレンズ)
4. "Hitohira no Hanabira (Instrumental)"